# Бразильское экономическое чудо
Бразильское чудо (порт. milagre econômico brasileiro) было периодом исключительно высокого экономического роста в Бразилии во время военной диктатуры. За это время среднегодовой рост ВВП близился к 10 %. Наибольший экономический рост был достигнут во время пребывания в должности президента Эмилиу Гаррастазу Медиси с 1969 по 1973 годы.

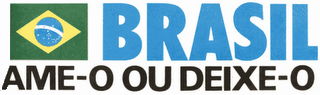
Бразилия: люби её или брось её — лозунг военного диктаторского режима.

Впечатление о так называемом золотом веке развития Бразилии укрепилось в 1970 году, когда Бразилия в третий раз выиграла Чемпионат мира по футболу, и от официально принятого лозунга «Brasil, ame-o ou deixe-o» («Бразилия: люби её или брось её») военным правительством Бразилии.

## Предварительные замечания
Во время президентства Жуана Гуларта экономика Бразилии приближалась к кризису, и годовой уровень инфляции достиг 100 %. После военного переворота 1964 года бразильские военные больше интересовались политическим контролем и отдали экономическую политику в распоряжение группе доверенных технократов во главе с Антониу Делфимом Нету.

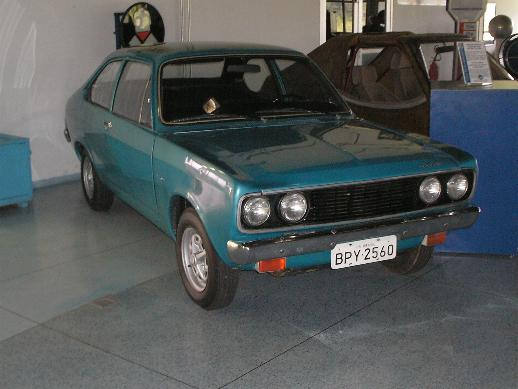
Dodge 1800 был первым прототипом автомобиля, сконструированным с двигателем, работающим только на этаноле. Выставка в Авиационно-космическом мемориале Бразилии, Департамент авиакосмических наук и технологий, Сан-Жозе-дус-Кампус.

Население Бразилии стало преимущественно городским, 67 % населения жило в городах. Это было вызвано перемещением населения из более бедной сельской местности в быстро развивающиеся города, например в город Сан-Паулу, разраставшимся быстрее других городов Бразилии.

## Успехи
Военное правительство стало непосредственно вовлечено в экономику, поскольку оно инвестировало значительные средства в новые автомобильные и железные дороги, мосты. Сталелитейные и нефтехимические заводы, гидроэлектростанции и ядерные реакторы были построены крупными государственными компаниями, такими как Eletrobras и Petrobras. Чтобы уменьшить зависимость от импортируемой нефти, производство этанола получило широкое распространение.
К 1980 году 57 % экспорта Бразилии приходилось на промышленные товары по сравнению с 20 % в 1968 году.
В этот период годовые темпы роста ВВП выросли с 9,8 % в 1968 году до 14 % в 1973 году, однако инфляция выросла с 19,46 % в 1968 году до 34,55 % в 1974 году.

## Проблемы
Для стимуляции экономического роста Бразилии нужно было все больше и больше импортируемой нефти. В первые годы бразильского чуда был устойчивый рост экономики и постоянные получения кредитов государством. Однако нефтяной кризис 1973 года вынудил военное правительство брать все больше кредитов у международных кредиторов, и государственный долг вышел из-под контроля. К концу семидесятых годов Бразилия имела самый большой госдолг в мире: около 92 миллиардов долларов США.
Экономический рост окончательно завершился с наступлением энергетического кризиса в 1979 году, который привёл в дальнейшем к нескольким годам рецессии и гиперинфляции.